# 牛墟

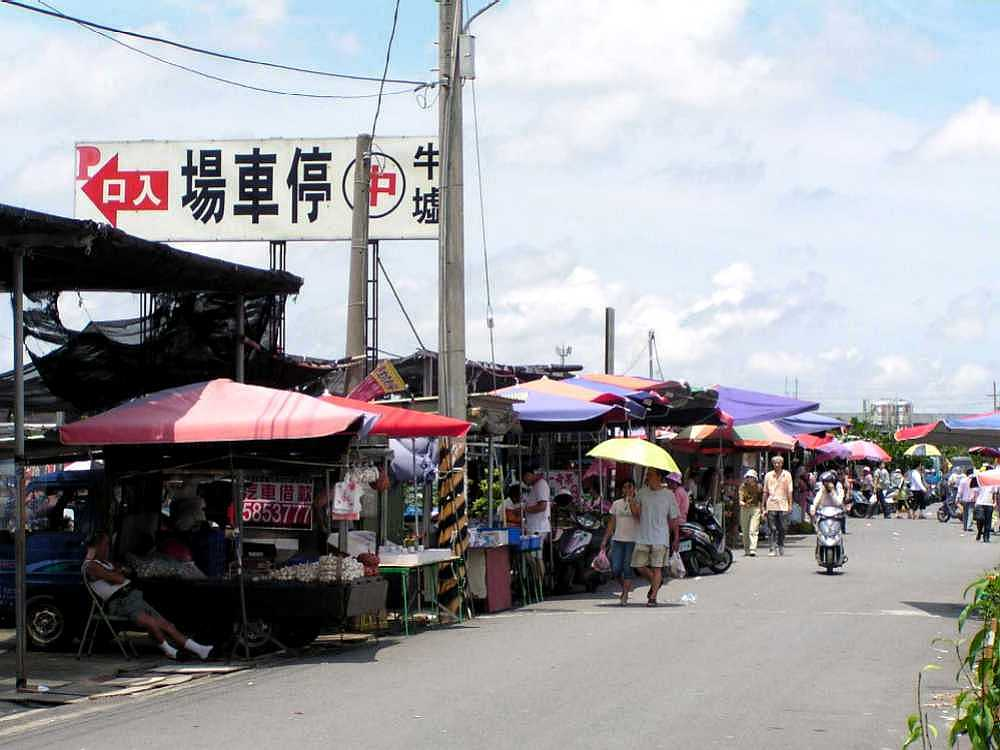
善化牛墟

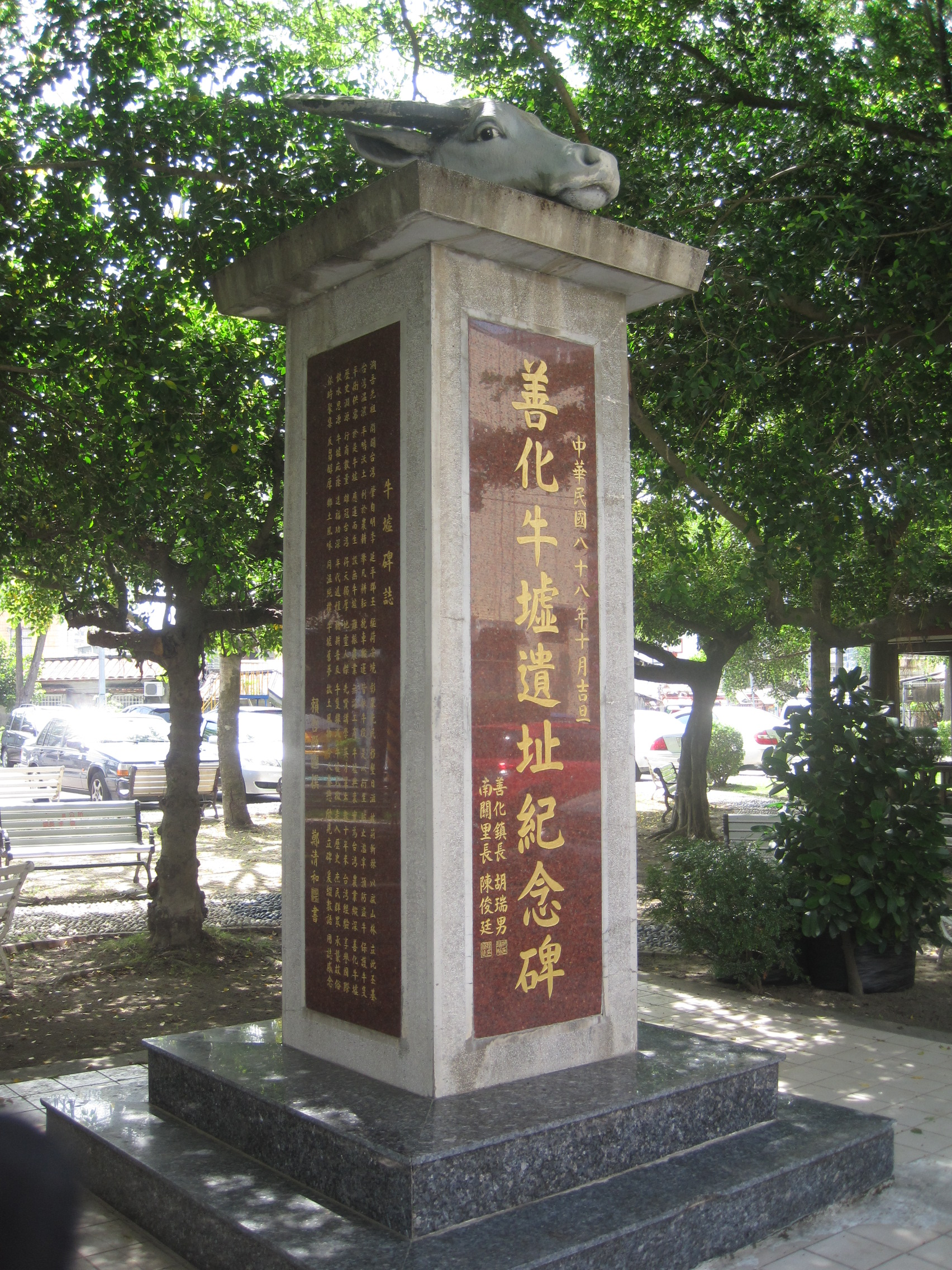
善化牛墟遺址紀念碑

牛墟是一種定期舉行的露天牛隻買賣市集。臺灣在日治時期曾一度有八十餘處牛墟。

## 沿革
早期的大型牛墟交易量一日可達1000頭以上，因工業社會逐漸取代農業社會，牛隻交易量大不如昔。但因一般民眾喜愛到場觀看，市況依然熱鬧。農業時代買賣牛隻靠牛販，牛販仲介雙方買賣，口才雖是一流，但不一定如此清清楚楚識字，因此牛販之間發明一套專用術語及計算符號。牛販為求交易成功，常在牛隻身上動手腳。例如開墟前日把牛牽到池塘，挖取「白仙土」給牛隻「打扮」、強迫牛隻喝水、餵飽嫩草等，交易時牛隻看起來肥碩多肉，價位便可抬高。因此早期台灣有句諺語：「交官窮，交鬼死，交到牛販呷料（虧）米」。
牛隻交易須經四道步驟，來鑑定牛隻的好壞、強弱、老幼：
1. 摸齒：牛隻健康檢查-方法將手放入牛嘴中摸齒，牛有八前齒，九齒為牛公，十齒為牛王，表示牛隻強壯無比，買主有大豐收吉利之意。
2. 試步：牛隻體型均勻，四肢邁步穩重，任何大小須附和恰到好處。
3. 考車：是牛墟中最有看頭與吸引人之一，將牛車四車輪閂死，幾部牛車相連，加重牛車上載重，加石臼或請多人坐上牛車，由牛隻拉動考驗牛拉力、耐力高底做為價位好壞。
4. 試犁：判斷牛隻拉犁靈活敏捷，熟練穩健，條理有序也是從關係牛隻命運動向，若不合格即成宰場肉牛。

以上合格且買主中意，即可討價還價。雙方成交時，賣主需買條新繩子，給牛隻披掛紅彩當做「嫁妝」，牛販再跟買主說些吉祥話而完成交易。
在牛墟市集裡，除了牛隻交易外，還有一般市集常見的各種「跑江湖」攤位，包括藥品、農耕機具、百貨、農產品、衣物及食品點心等。由於售價便宜，頗受中、低消費能力者歡迎。牛墟日物品交易非常熱絡，人潮擁擠，也是器材體驗台灣特有農業文化的最佳時機。

## 現況
由於時代的變遷，目前較具規模者僅餘3處，而且早已不是純粹的牛市集。
- 北港牛墟：位於雲林縣北港鎮，墟期為每旬的三、六、九日
- 善化牛墟：位於臺南市善化區，墟期為每旬的二、五、八日[4]。
- 鹽水牛墟：位於臺南市鹽水區土庫路，明治32年（1899年）10月26日核准成立[5]，墟期為每旬的一、四、七日，31日為例外[6]

## 外部連結
- 鹽水漫遊網-鹽水牛墟 （页面存档备份，存于）
- 綜觀善化文化